# Bomb
Bomb è un singolo di Neuroticfish, pubblicato nel 2004. Nel 2005 appare anche nell'album Gelb del 2005.

## Tracce
1. Bomb – 3:47
2. Bomb (Remix) – 4:27
3. Soffucation Right – 4:30